# Matilde Isabel de Santana e Vasconcelos Moniz de Betencourt
Matilde Isabel de Santana e Vasconcelos Moniz de Bettencourt (Funchal, 14 de Março de 1805 —  Funchal, 23 de Dezembro de 1888), por Viscondessa das Nogueiras, foi uma poetisa e tradutora que se destacou nos círculos intelectuais madeirenses. Casou com Jacinto de Santana e Vasconcelos Moniz de Bettencourt, 1.º Visconde das Nogueiras.

## Biografia
Por nascimento ligada a uma antiga família da Madeira, filha de José Joaquim Vasconcelos e de Francisca Emília Teles de Meneses, e casada com Jacinto de Santana e Vasconcelos Moniz de Bettencourt, agraciado com o título de Visconde das Nogueiras em 1867, foi, como escreveu Alberto F. Gomes, “um espírito superior, de uma cultura pouco vulgar para a época e para o meio” que lhe valeu o respeito dos contemporâneos, como Bulhão Pato. A herança da Viscondessa mais tocante é o gosto pelas letras que lega aos seus descendentes: o filho, Jacinto Augusto de Sant'Anna e Vasconcelos Moniz de Bettencourt, ministro de Portugal em Washington, deputado, escritor e tradutor, publicou o livro de poesias Pátria e Amor (1852), com prefácio de Latino Coelho; uma das netas, Matilde Olímpia Sauvayre da Câmara (1871-1957), foi uma reconhecida compositora musical (Pinto, 2016), a outra, Maria das Dores Sauvayre da Câmara, pianista afamada, e Maria Celina Sauvayre da Câmara (1856-1929) ficou conhecida pela obra De Nápoles a Jerusalém: Diário de Viagem (1899).

## Carreira
A Viscondessa das Nogueiras dedicou-se principalmente à poesia e ao texto de intenção pedagógica e moral. A faceta poética teve difusão nacional através do Almanaque de Lembranças Luso-Brasileiro e o livro Diálogos entre uma Avó e sua Neta – Para Uso das Creanças de Cinco a Dez Annos de Idade, foi adotado, em 1862, pelo Conselho Geral de Instrução Pública para uso nas escolas públicas, o que lhe granjeou o reconhecimento fora da Madeira. A sua atividade passou igualmente pela retroversão, tendo publicado em 1888 a obra de Alexandre Herculano Eurico, o Presbítero com o título Enrico le prêtre: roman historique, e pela tradução de autores franceses como Lamartine e Emile Bougaud. Dá, igualmente, provas da sua cultura ao escrever sobre Fastos, de Ovídio, para o Archivo Litterario. O reconhecimento do seu trabalho pelos contemporâneos, que nela viam um exemplo, é visível, por exemplo, nas dedicatórias que lhe fazem diversos autores, como é o caso de João da Nóbrega Soares e de Maria Rita Chiappe Cadet.

## Obras
Poesia :
“A mulher poeta” in Album madeirense: poesias de diversos auctores madeirenses, Dir. Francisco Vieira, Funchal, M.J. Teixeira Jardim, pp. 45–47, 1884.
“O rouxinol” in Flores da Madeira – Poesias de Diversos Autores Madeirenses Colligidas, dir. José Leite Monteiro e Alfredo César D’Oliveira, Funchal, Typ. da Imprensa Livre, 1871.
“Maio: Sôbre os Fastos de Ovidio” in Archivo Litterario, 15 abr. 1863, p. 1.
Prosa:
Diálogos entre uma Avó e sua Neta – Para Uso das Creanças de Cinco a Dez Annos de Idade, aprovados pelo Conselho Geral de Instrucção Publica, Lisboa, Imprensa Nacional, 1862.
Tradução:
Enrico le prêtre: roman historique, Alexandre Herculano, trad. par la Vicomtesse de Nogueiras, Paris, Imp. de Charles Noblet et Fils, 1888.
As Castelãs do Roussillon, Eugénie Dutheil, Condessa de La Rochère, trad. Viscondessa das Nogueiras.*
História de Santa Mónica, Emile Bougaud, trad. Viscondessa das Nogueiras, 2. ed., Porto, Guimarães, 1888.
Genoveva, Lamartine, trad. Viscondessa das Nogueiras.